# ميلينا ميركوري
ماريا آماليا ميركوري (باليونانية: Μαρία Αμαλία Μερκούρη)‏; ولدت في 18 أكتوبر 1920 - 6 مارس 1994) اشتهرت بأسم «ميلينا ميركوري» (Μελίνα Μερκούρη) ممثلة ومغنية وسياسي يونانية، لقد جاءت من عائلة سياسية كانت بارزة عبر أجيال متعددة. حصلت على ترشيح لجائزة الأوسكار وفازت بجائزة أفضل ممثلة في مهرجان كان السينمائي عن أدائها في فيلم لا يمكن يوم الأحد (1960). تم ترشيحها أيضًا لجائزة توني واحدة وثلاث جوائز غولدن غلوب واثنان من جوائز الأكاديمية البريطانية للأفلام في مسيرتها التمثيلية.
كسياسية، كانت عضوة في حزب باسوك والبرلمان اليوناني. في أكتوبر 1981، أصبحت ميركوري أول وزيرة للثقافة والرياضة. كانت وزيرة الثقافة الأطول عمراً في اليونان - خدمت خلال الأعوام 1981-89 و 1993 حتى وفاتها في 1994، في جميع حكومات باسوك.

## نشأتها
ولدت ميلينا ميركوري في عائلة عائلة يونانية بارزة من أرغوليدا. كان أعضاؤها قد قاتلوا في ثورة 1821. خدم جدها ، سبيريدون ميركوريس ، لسنوات عديدة كرئيس لبلدية أثينا. والدها ، ستاماتيس ميركوريس ، ضابطًا في سلاح الفرسان ، وكان عضوًا في البرلمان ووزيرًا (حزب الشعب ، الحزب الراديكالي الوطني) ، ولسنوات عديدة شارك في إدارة فريق باناثينايكوس. أثناء احتلال المحور لليونان ، أسس ستاماتيس ميركوريس منظمة المقاومة المسماة "المنظمة الراديكالية" في يناير 1942.

## روابط خارجية
- ميلينا ميركوري على موقع IMDb (الإنجليزية)
- ميلينا ميركوري على موقع الموسوعة البريطانية (الإنجليزية)
- ميلينا ميركوري على موقع روتن توميتوز (الإنجليزية)
- ميلينا ميركوري على موقع مونزينجر (الألمانية)
- ميلينا ميركوري على موقع ألو سيني (الفرنسية)
- ميلينا ميركوري على موقع ميوزك برينز (الإنجليزية)
- ميلينا ميركوري على موقع تيرنر كلاسيك موفيز (الإنجليزية)
- ميلينا ميركوري على موقع أول موفي (الإنجليزية)
- ميلينا ميركوري على موقع قاعدة بيانات برودواي على الإنترنت (الإنجليزية)
- ميلينا ميركوري على موقع قاعدة بيانات الأفلام السويدية (السويدية)
- مؤسسة ميلينا ميركوري (باليونانية) (بالإنجليزية)
- ميلينا ميركوري في أفلام نيويورك تايمز